# شون بندلتون
شون بندلتون (بالإنجليزية: Shaun Pendleton)‏ هو لاعب كرة قدم ومدرب كرة قدم أمريكي في مركز الدفاع، ولد في 28 سبتمبر 1961 في شفيلد في المملكة المتحدة، وتوفي في 7 سبتمبر 2011 في بون في الولايات المتحدة. لعب مع Columbus Capitals ‏.